# Oued Khureitun

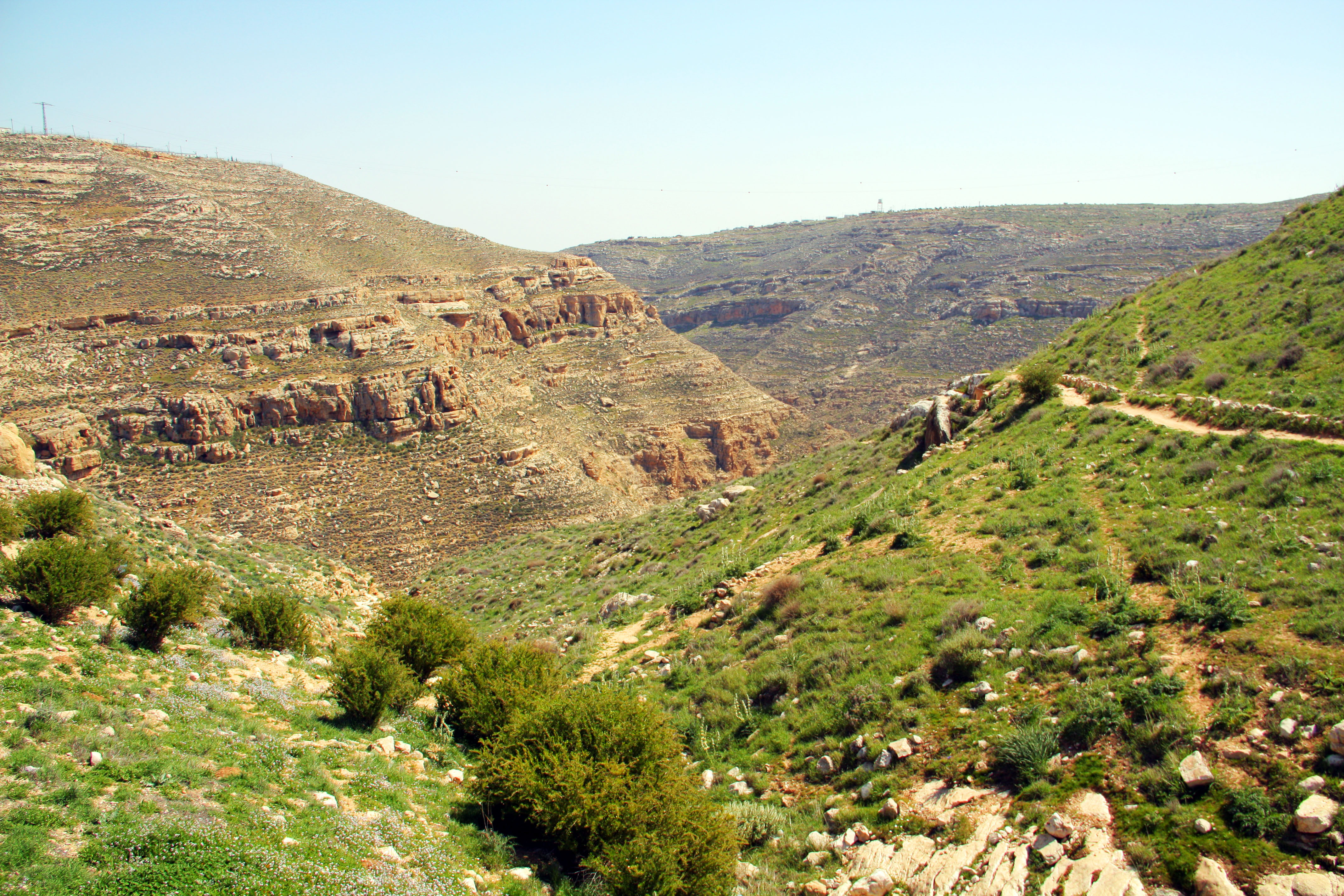
La vallée de Khureitun.

Le Wadi Khureitun ou Nahal Tekoa est un oued situé dans un profond ravin du désert de Judée, en Cisjordanie, à l'ouest de la mer Morte, qui prend sa source près de Tekoa.
Son nom en arabe, Wadi Khureitun (oued de Chariton), provient d'un ermite palestinien chrétien, saint Chariton, qui fonda ici sa troisième laure, la laure de Souka au début du IVe siècle. Ce monastère (Mar Chariton) subsista jusqu'au XIIIe siècle.
Des grottes karstiques creusées dans le calcaire des falaises de l'oued ont servi à accueillir les moines ermites disciples de saint Chariton et plus tard d'Euthyme le Grand.

### Source de la traduction
- (en) Cet article est partiellement ou en totalité issu de l’article de Wikipédia en anglais intitulé « Wadi Khureitun » (voir la liste des auteurs).